# 志賀村 (長野県)
志賀村（しがむら）は長野県北佐久郡にあった村。現在の佐久市志賀にあたる。

## 地理
- 山：明巌山、寄石山、凧の峰、物見山
- 河川：志賀川

## 歴史
- 1889年（明治22年）4月1日 - 町村制の施行により、北佐久郡志賀村が単独で自治体を形成。
- 1955年（昭和30年）2月1日 - 北佐久郡三井村と新設合併して東村が発足。同日志賀村廃止。

## 村政

### 村長
村長は以下の通りである。
- 神津保祐[2]
- 佐塚賢助[1]

## 経済

### 産業
産物は木炭、米、木材、蚕繭。
農業
土地は田475町8反歩、畑983町8反歩。山林723町5反歩。

## 人口
1930年に刊行された『市町村治績録 改訂第2版』によると、戸数405、人口2624。

## 施設
- 尋常高等小学校[1]
- 分教場[1]

## 名所・旧跡
- 志賀城址[1]

## 出身・ゆかりのある人物
- 神津邦太郎[2]（篤農家[3]、酪農家、神津牧場創設者）
- 神津港人（洋画家）
- 神津善之助[2]（銀行家）
- 神津猛[2]（篤農家[3]、銀行家）
- 神津藤平[2]（実業家、長野電鉄社長）
- 神津俶祐（理学博士、東北大学名誉教授）